# Laura Devon
Laura Devon, née le 23 mai 1931 à Chicago et morte le 19 juillet 2007 à Beverly Hills est une actrice, chanteuse, et mannequin américaine.

## Biographie

### Vie privée
Laura Devon a été mariée de 1962 à 1966 à Brian Kelly, puis de 1967 à 1984 au compositeur de musique de films Maurice Jarre.

## Filmographie
- 1964 : Au revoir, Charlie de Vincente Minnelli : Rusty Sartori
- 1965 : Ligne rouge 7000 d'Howard Hawks : Julie Kazarian
- 1966 : La Chambre des horreurs de Hy Averback : Marie Champlain
- 1967 : A Covenant with Death de Lamont Johnson :  Romarin
- 1967 : Peter Gunn, détective spécial de Blake Edwards : Edie

### Télévision
- 1967 : Série TV : Les envahisseurs, épisode « Trahison »(Susan Carver)